# Stade d'eaux vives
Pour les articles homonymes, voir Eau vive.

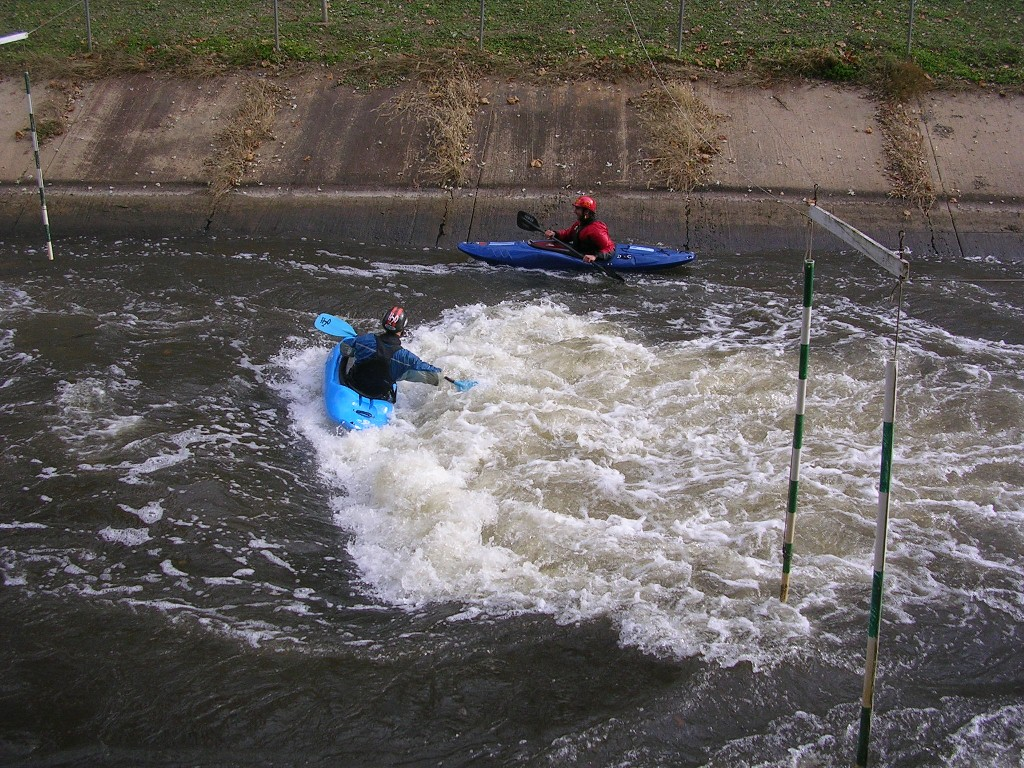
Canoë-kayaks sur un stade d'eau vive

Un stade d'eau vive, ou bassin d'eau vive, est un lieu de pratique des sports d'eau vive tels que le canoë-kayak, particulièrement le slalom, le rafting ou la nage en eau vive.

## Principe
Les stades artificiels peuvent être de différents types : 
- Lit de rivière modifié : ces stades sont aménagés dans le lit existant de la rivière et sont améliorés par déroctage, par enrochement ou par le placement de structures en béton.

- Rivière de contournement : ceux-ci fonctionnent en détournant une rivière naturelle par le placement de blocs rocheux ou la construction de barrages, ou en créant de nouveaux canaux à côté d'une rivière existante.

- Gravitaire : l'eau de la rivière est stockée puis relâchée progressivement sur le parcours.

- Marémoteur : ces stades sont aménagés dans les estuaires concernée par des marées d'amplitude large. Un barrage est construit à l'amont du stade. Il est ouvert à marée haute pour laisser entrer l'eau de mer, puis fermé lorsque la marée commence à baisser. L'eau stockée au-dessus du barrage est ensuite forcée à travers un canal artificiel pour fournir un débit d'eau suffisant à la pratique.

- Pompage : la nature des cours d'eau vive artificiels nécessite une baisse de la rivière et un débit d'eau suffisant pour fournir la puissance. Lorsque cela n'est pas possible (souvent dans les zones basses et planes), des pompes électriques sont utilisées pour relever l'eau vers le haut du parcours. Les parcours de ce type sont généralement de formes circulaires, en forme de U ou de S.

- Mixte : Certains stades combinent deux ou trois types des aménagements précédents.

## Les stades

### En France
|       |                                               |                                 |                        |                                      |                      | Longueur | Pente | Débit  |                              |
| Année | Nom du stade                                  | Commune                         | Provenance de l'eau    | Provenance de l'énergie              | Forme                | m        | m/km  | m³/s   | Position                     |
| ----- | --------------------------------------------- | ------------------------------- | ---------------------- | ------------------------------------ | -------------------- | -------- | ----- | ------ | ---------------------------- |
| -     | Stade d'eaux vives de Vallon-Pont-d'Arc       | Vallon-Pont-d'Arc               | Ardèche                | Rivière de contournement             | Linéaire             | 300      | -     | -      | 44° 23′ 56″ N, 4° 23′ 06″ E  |
| 1960  | Stade Claude Peschier                         | Bourg-Saint-Maurice             | Isère                  | Lit de la rivière                    | Linéaire             | 400      | 35    | 25     | 45° 36′ 11″ N, 6° 45′ 58″ E  |
| 1963  | Parc omnisports Pierre-Coulon                 | Vichy                           | Allier                 | Rivière de contournement             | Forme en S           | 420      | 10    | 10     | 46° 08′ 31″ N, 3° 24′ 26″ E  |
| 1980  | Stade d'eau vive de Saint-Clément-sur-Durance | Saint-Clément-sur-Durance       | Hautes-Alpes           | Lit de la rivière                    | Linéaire             | 200      | 20    | 15-100 | 44° 39′ 05″ N, 6° 35′ 06″ E  |
| 1981  | Espace eaux vives du Pilat Rhodanien          | Saint-Pierre-de-Bœuf            | Rhône                  | Rivière de contournement             | Linéaire             | 700      | 10    | 14     | 45° 22′ 44″ N, 4° 45′ 19″ E  |
| 1986  | Espace Eau Vive de l'Isle de la Serre         | Porcieu-Amblagnieu Sault-Brénaz | Rhône                  | Rivière de contournement             | Forme en S           | 600      | -     | 2-12   | 45° 50′ 56″ N, 5° 24′ 50″ E  |
| 1992  | Stade d'eau vive de Lannion                   | Lannion                         | Léguer                 | Rivière de contournement, Marémoteur | Linéaire             | 300      | 9     | 4-15   | 48° 43′ 44″ N, 3° 27′ 32″ O  |
| 1992  | Parc des Eaux Vives                           | Huningue                        | Rhin                   | Rivière de contournement             | Circulaire           | 350      | 14    | 10     | 47° 35′ 24″ N, 7° 34′ 55″ E  |
| 1993  | Stade Michel Baudry                           | L'Argentière-la-Bessée          | Durance                | Rivière de contournement             | Lit de la rivière    | 400      | 9     | 15-80  | 44° 46′ 48″ N, 6° 33′ 36″ E  |
| 1996  | Base nautique de Saint-Laurent-Blangy         | Saint-Laurent-Blangy            | Scarpe                 | Gravitaire, pompage                  | Linéaire             | 560      | 16    | 3-12   | 50° 17′ 53″ N, 2° 48′ 14″ E  |
| 1997  | Stade d'eau vive de Nancy                     | Nancy                           | Meurthe                | Gravitaire                           | Linéaire             | 330      | 14    | 3-12   | 48° 41′ 38″ N, 6° 12′ 04″ E  |
| 1999  | Stade d'eaux vives de Cesson-Sévigné          | Cesson-Sévigné                  | Vilaine                | Gravitaire, Pompage                  | Forme en V           | 300      | 7     | 12     | 48° 06′ 54″ N, 1° 36′ 25″ O  |
| 2000  | Stade d'eaux vives de Cergy-Pontoise          | Cergy-Pontoise                  | Oise                   | Pompage                              | Circulaire           | 250      | 20    | 4-16   | 49° 01′ 44″ N, 2° 03′ 07″ E  |
| 2000  | Stade d'eaux vives de Millau                  | Millau                          | Tarn                   | Gravitaire                           | Linéaire             | 335      | 6     | 4-16   | 44° 05′ 36″ N, 3° 04′ 44″ E  |
| 2001  | Stade d'eau vive de Tournon-Saint-Martin      | Tournon-Saint-Martin            | Indre                  | Gravitaire                           | Linéaire             | 120      | 10    | 4-10   | 46° 43′ 54″ N, 0° 57′ 07″ E  |
| 2008  | Complexe des eaux-vives                       | Châteauneuf-sur-Cher            | Cher                   | Gravitaire, Pompage                  | Circulaire           | 85       | 11    | 4-13   | 46° 51′ 22″ N, 2° 19′ 12″ E  |
| 2008  | Stade d’Eaux Vives Pau Béarn Pyrénées         | Pau                             | Gave de Pau            | Rivière de contournement             | Circulaire           | 300      | 18    | 14     | 43° 17′ 10″ N, 0° 21′ 29″ O  |
| 2011  | Stade d'eaux vives de Tours                   | Tours                           | Indre-et-Loire         | Rivière de contournement             | Forme en S           | 270      |       | 18     | 47° 22′ 21″ N, 0° 42′ 42″ E  |
| 2013  | Stade en eaux vives de Sainte-Suzanne         | Sainte-Suzanne                  | Rivière Sainte-Suzanne | Pompage                              | Circulaire           | 250      | 12    | 12     | 20° 54′ 47″ S, 55° 36′ 54″ E |
| 2019  | Stades en eaux vives de Vaires-Torcy          | Vaires-sur-Marne Torcy          | Marne                  | Pompage                              | Forme en U, linéaire | 300      |       | 8-14   | 48° 51′ 37″ N, 2° 38′ 14″ E  |
| 2022  | Stade d'eaux vives d'Épinal                   | Épinal                          | Moselle                | Rivière de contournement             | Forme en U           | 200      | 3,3   | 3-12   | 48° 10′ 23″ N, 6° 26′ 46″ E  |

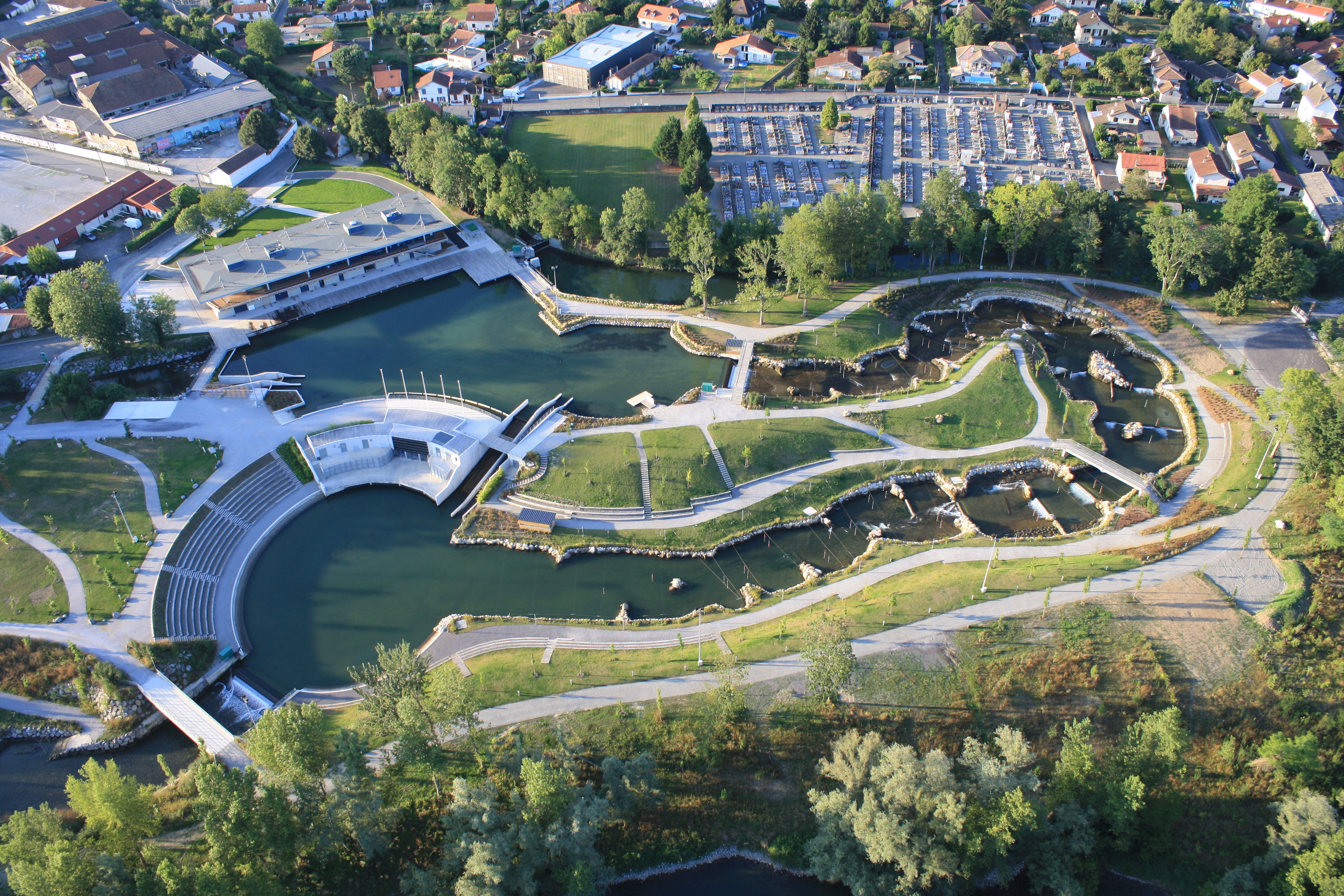
Stade d’Eaux Vives Pau Béarn Pyrénées
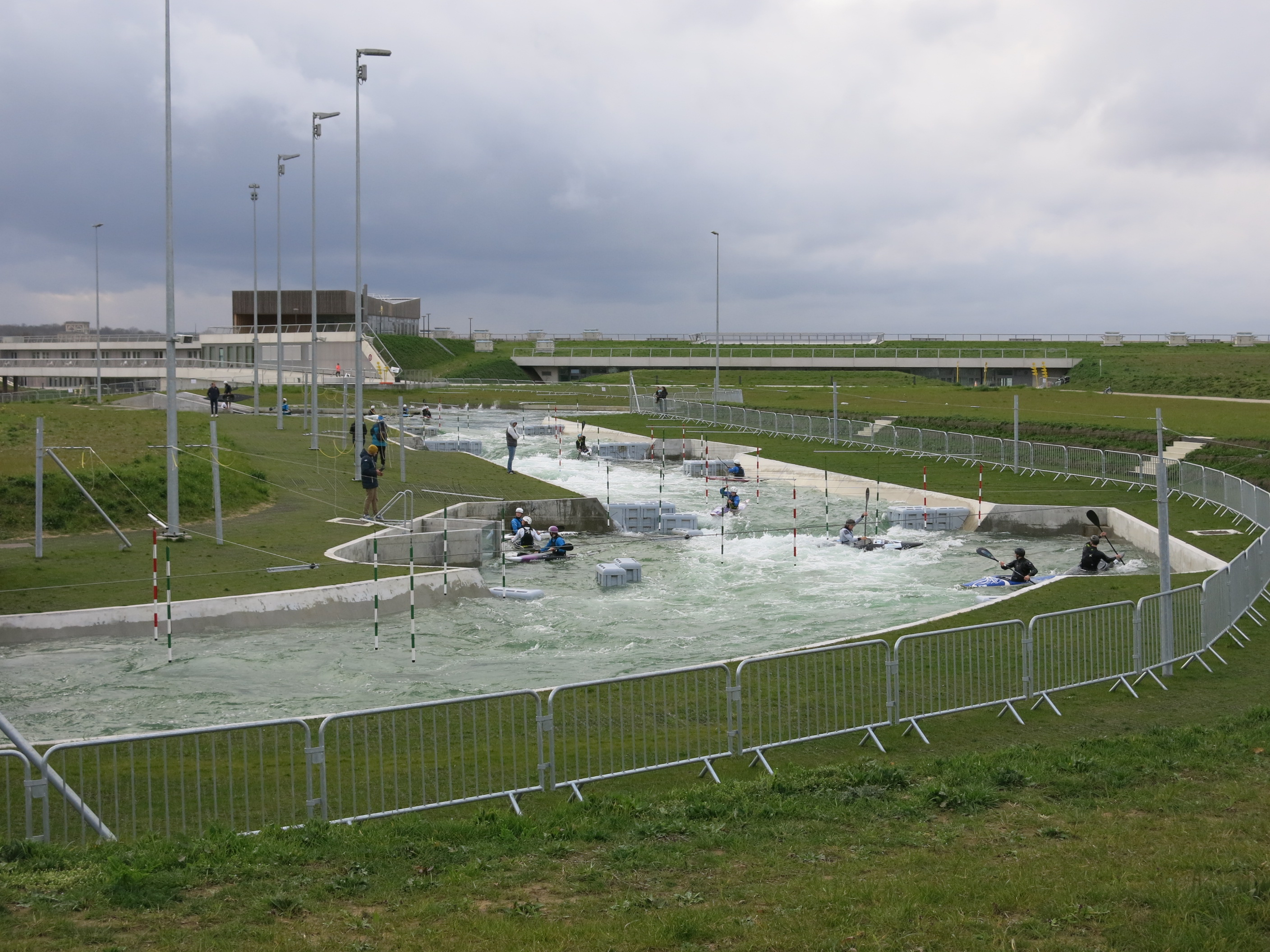
Stade en eaux vives de Vaires-Torcy
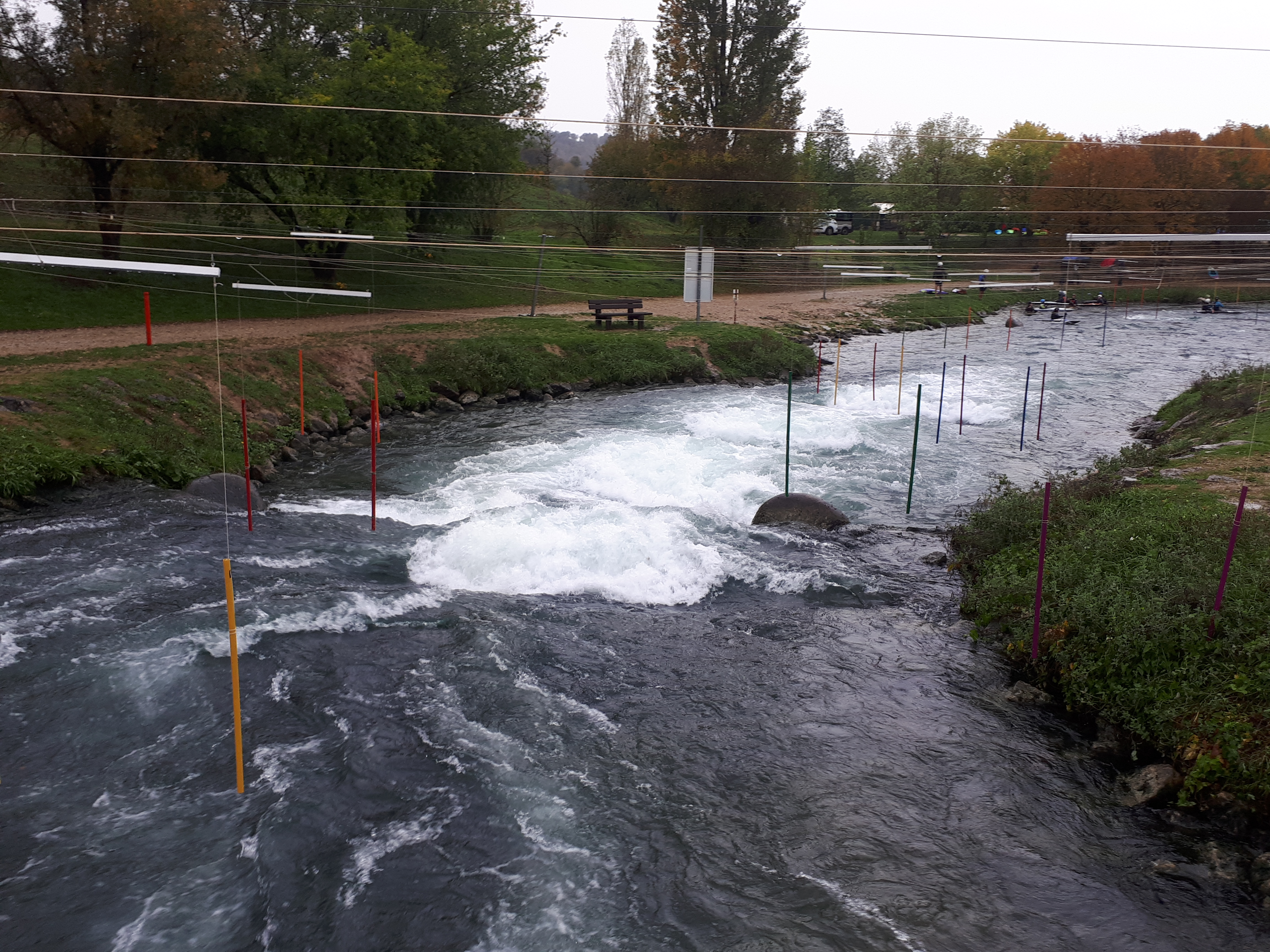
Espace Eau Vive de l'Isle de la Serre
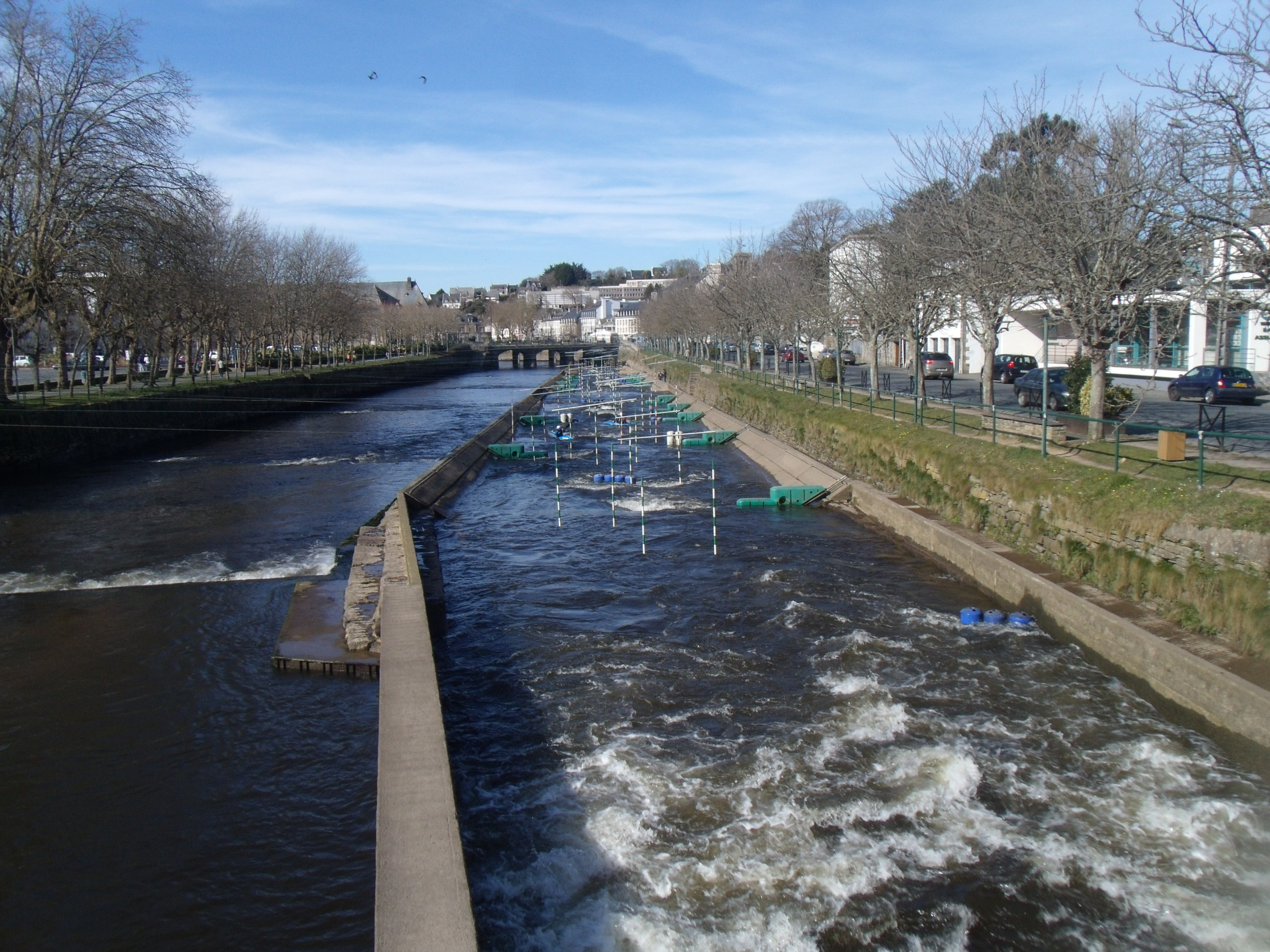
Stade d'eaux vives de Lannion
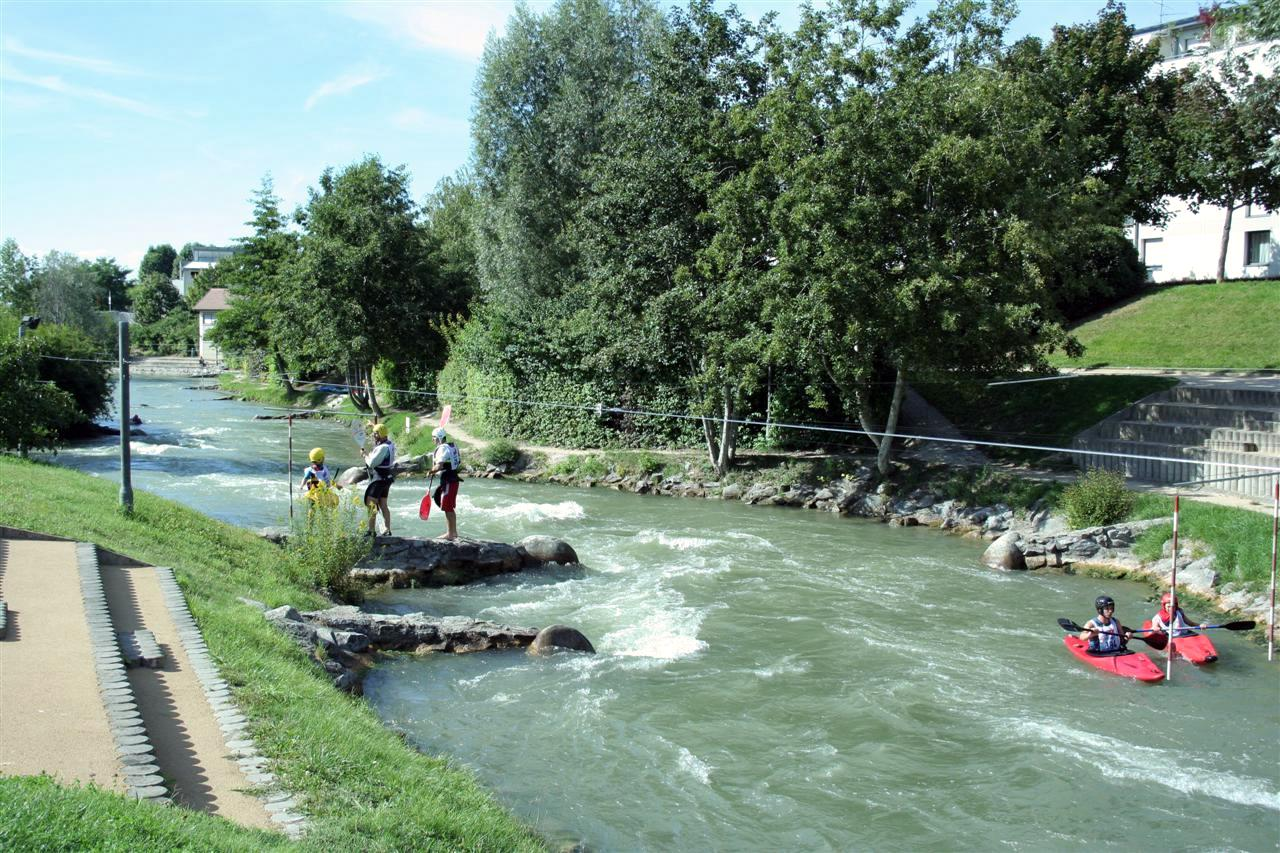
Stade d'eaux vives de Huningue
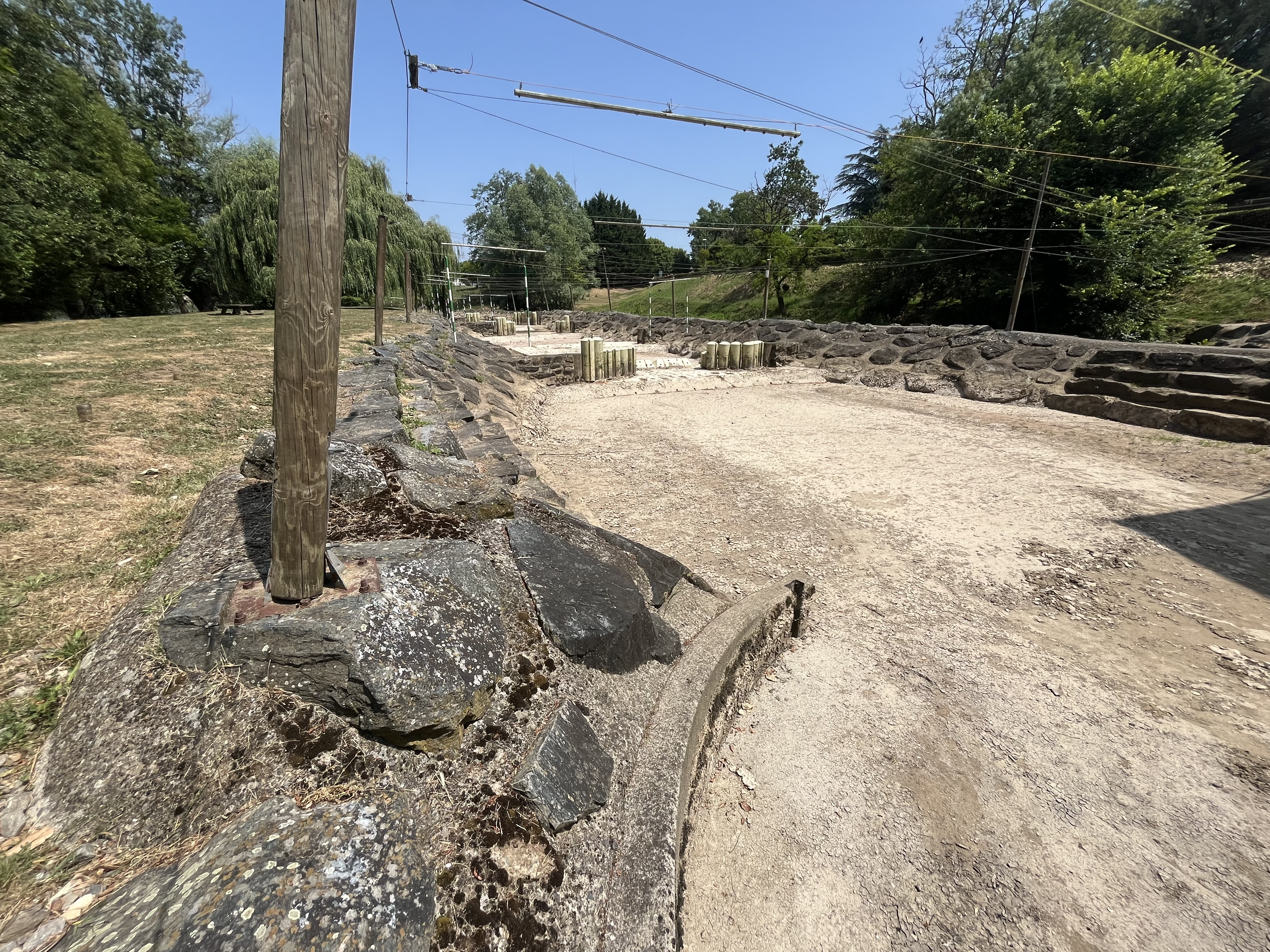
Stade d'eau vive de Tournon-Saint-Martin
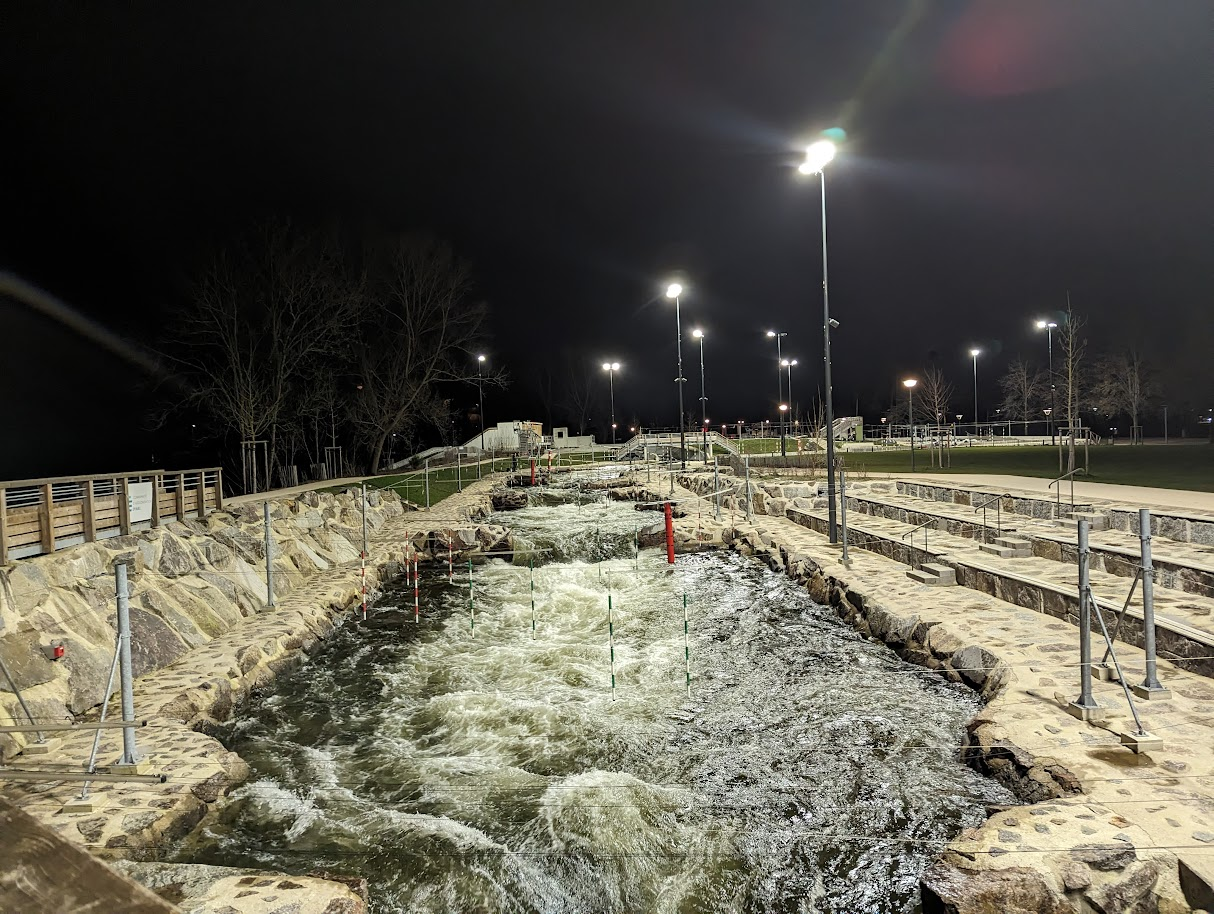
Stade d'eau vive à Épinal

### Dans le Monde

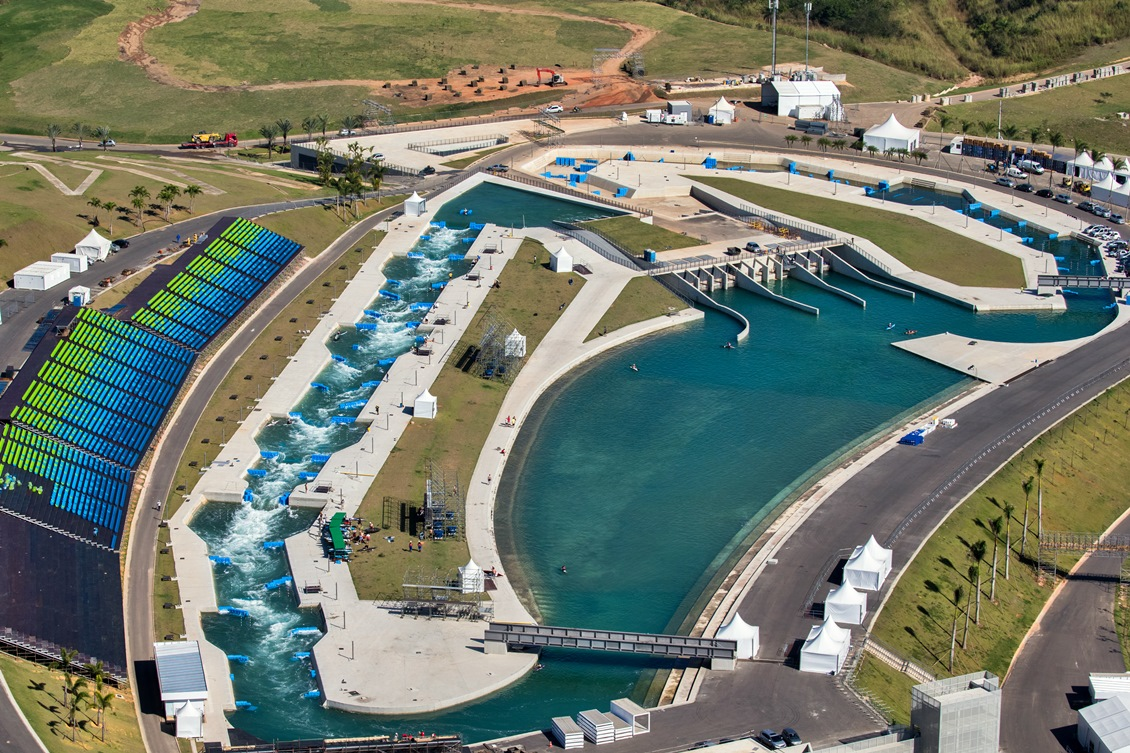
Estádio Olímpico de Canoagem Slalom

- Le parc olympique du Segre, aménagé pour les Jeux olympiques d'été de 1992.
- Stade d'eaux vives du Complexe olympique d'Helliniko, aménagé pour les Jeux olympiques d'été de 2004
- Le parc aquatique olympique de Shunyi, aménagé pour les Jeux olympiques d'été de 2008
- Lee Valley White Water Centre, aménagé pour les Jeux olympiques d'été de 2012.
- Estádio Olímpico de Canoagem Slalom de Rio de Janeiro, aménagé pour les Jeux olympiques d'été de 2016

- Stade d'eaux vives de Tacen de Ljubljana
- Eiskanal de Augsbourg
- Stade d'eau vive d'Ivrée